# William Fyfe
William Patrick Fyfe (27. února 1955, Toronto) je kanadský sériový vrah, který byl usvědčen, že zavraždil v okolí Montrealu pět žen. Tvrdil, že zavraždil i další čtyři ženy, ale to nebylo potvrzeno. William Patrick Fyfe se narodil v roce 1955 v Torontu. V roce 1958 se přestěhoval do Montrealu. Když vyrostl, působil především jako opravář a údržbář. Dne 22. prosince roku 1999 byl Fyfe zatčen pro podezření z pěti vražd, když se vracel ke svému vozu na parkoviště baru Husky Truck Stop. Fyfe se přiznal část ze zločinů, z nichž byl viněn, ale zároveň řekl, že zabil další čtyři ženy. Slyšení začalo 6. listopadu roku 2000. Soud ho odsoudil na doživotí v psychiatrické léčebně ve státě Saskatchewan.